# Кривин, Ален
Ален Кривин (фр. Alain Krivine; 10 июля 1941[…], XV округ Парижа — 12 марта 2022[…], XVII округ Парижа) — один из лидеров троцкистского движения во Франции. Один из основателей Новой антикапиталистической партии (НПА). До 2009 года входил в руководство Революционной коммунистической лиги, французской секции Воссоединённого Четвёртого интернационала. Кривин был одним из лидеров «Красного Мая», и в руководстве РКЛ оставался последним представителем поколения радикализации 1960-х годов.

## Краткая биография
Сын еврейских иммигрантов из Украины, покинувших Российскую империю из-за погромов. Двоюродный брат дирижёра Эммануэля Кривина и математика Жана-Луи Кривина. Брат-близнец Алена — физик Юбер Кривин — и старший брат — хирург и публицист Жан-Мишель Кривин — также троцкисты. Во время немецкой оккупации маленький Ален был спрятан родителями в Данизи (департамент Эна). Учился в лицее Кондорсе и факультете гуманитарных наук Сорбонны, изучал историю.
Политическая биография Алена Кривина начинается с официальной Французской компартии. В 1956 году Кривин присоединяется к Коммунистической молодёжи ФКП. С 1958 по 1965 год входит в Национальный комитет Союза коммунистических студентов Франции. Однако уже тогда он критиковал линию руководства ФКП, поначалу враждебного независимости Алжира (Кривин же во время войны в Алжире входил в сети поддержки Фронта национального освобождения, в частности движение «Молодое сопротивление»). Под его руководством в ответ на путч ультраправых в Алжире был создан Университетский антифашистский фронт (Front Universitaire Antifasciste), задачей которого является борьба со сторонниками ОАС в Латинском квартале Парижа и в других местах. 
В 1965 году на конгрессе СКС сторонники Алена Кривина, являвшиеся левым крылом СКС, начали борьбу за «право на образование тенденций» и «последовательную десталинизацию ФКП». Однако в январе 1966 году его исключают из ФКП за несогласие с официальной линией партии в поддержку на президентских выборах Франсуа Миттерана, а также за его троцкистские взгляды. В этом же, 1966, году Кривин со своими сторонниками формирует организацию «Революционная коммунистическая молодёжь» (РКМ).
Ален Кривин и РКМ принимали активное участие в Майских событиях 1968 года во Франции, став центром притяжения для значительного числа «новых левых». Парижская газета «Le Monde» писала о роли организации в этих событиях, в частности: «… РКМ, имевшая наибольшее число активистов, сыграли определённую роль в мобилизации и вдохновении, которые эксперты считают решающим. Это было, в первую очередь, продемонстрировано на шествиях НССФ во время главных демонстраций». В 1969 году Кривин, проходивший в это же время воинскую службу, впервые представлял Коммунистическую лигу (КЛ), — так стала называться РКМ после объединения с Международной коммунистической партией Пьера Франка, — на французских президентских выборах, на которых набрал 1,05 % голосов (239 106 человек).
В 1973 году КЛ была запрещена французским правительством. Причиной этому послужила демонстрация, организованная Лигой 21 июня в Париже, против встречи в здании «Мутюалите» (Mutualité) ультраправой организации «Новый порядок». Во время демонстрации произошли стычки левых с полицией. Ален Кривин и другой лидер КЛ Пьер Руссе были арестованы. Организации на некоторое время пришлось уйти в подполье.
В 1974 году активистами запрещенной КЛ был учрежден Революционный коммунистический фронт (РКФ), преобразованный затем в Революционную коммунистическую лигу (РКЛ). Ален Кривин выставлялся от РКФ кандидатом на президентских выборах 1974 года. Однако эти выборы были не очень удачными — Кривин набрал всего 0,39 % или 93 990 голосов избирателей. В последующих президентских выборах не участвовал: в 1981 году не удалось собрать достаточного количества подписей, в 1988 году РКЛ поддержала независимого кандидата-коммуниста Пьера Жюкена, а в 1995 году — предложила своим сторонникам голосовать за кандидатов от ФКП, «Рабочей борьбы» либо Партии зелёных.
С 1974 года являлся членом Политбюро РКЛ и членом исполкома Четвёртого интернационала. В марте 2006 года Кривин покинул пост члена Политбюро РКЛ, оставаясь членом международного руководства. С 1999 по 2004 год был депутатом Европарламента от единого списка Революционной коммунистической лиги и «Рабочей борьбы», другой троцкистской организации. Пишет для газеты РКЛ «Rouge» и журналов Четвёртого интернационала «Inprecor» и «International Viewpoint».
В 2008—2009 годах Ален Кривин, наряду с Оливье Безансно, принимал активное участие в формировании Новой антикапиталистической партии (НПА) во Франции.
В 2006 году Ален Кривин приезжал в Москву, где участвовал в нескольких встречах с левой общественностью в МГУ, Университете РАО и в широко известном в левых кругах книжном магазине «Фаланстер». Также Кривин выступил на Втором съезде Социалистического движения «Вперед», где сделал доклад о международной ситуации, рассказал о деятельности Четвёртого интернационала, о положении в Бразилии и Италии. В 2015 году Кривин по приглашению украинской левой организации «Социальный Рух» участвовал в Первомае и конференции в Киеве.
В 2019 году совместно с Оливье Безансно, Филиппом Путу, Алексом Каллиникосом, Фредриком Джеймисоном, Хорхе Алеманом, Робертом Бреннером, Славоем Жижеком, внуком Льва Троцкого Эстебаном Волковым и другими левыми интеллектуалами, подписал петицию против показа мини-сериала «Троцкий», который был ранее куплен для показа компанией Netflix.